# Samuel ben Judah ibn Tibbon

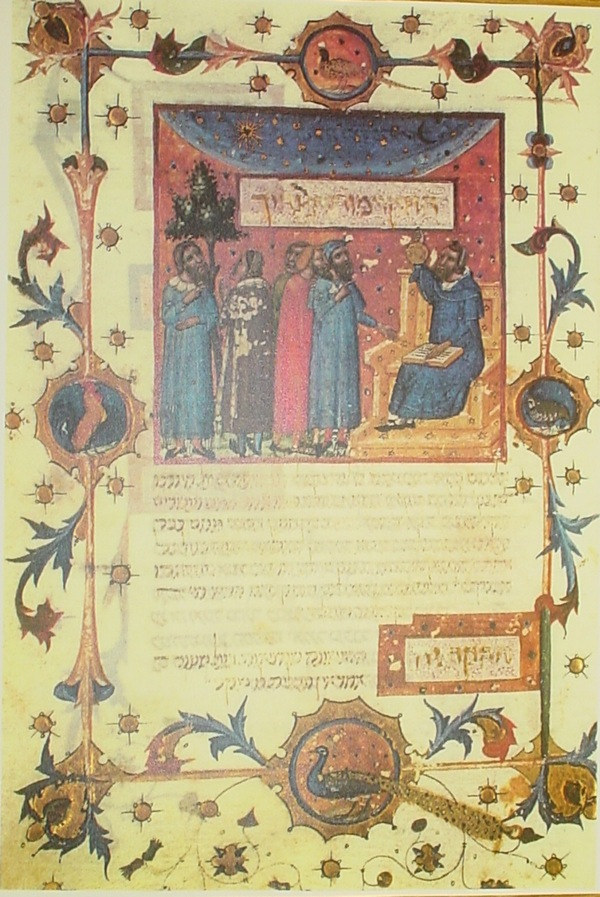
"Guida dei perplessi" di Maimonide, tradotta in ebraico da Samuel ben Judah ibn Tibbon; in una copia eseguita a Barcellona nel 1348

Samuel ben Judah ibn Tibbon comunemente noto come Samuel ibn Tibbon (ebraico: שמואל בן יהודה אבן תבון, arabo: ابن تبّون) (Lunel, 1150 – Marsiglia, 1230), rabbino, filosofo religioso e medico ebreo residente in Languedoc, noto per le sue traduzioni di letteratura rabbinica, specialmente delle opere di Maimonide, dall'arabo all'ebraico.

## Biografia
Ricevette un'educazione ebraica in letteratura rabbinica da suo padre, Judah ben Saul ibn Tibbon, e altri maestri di Lunel gli insegnarono la medicina, nonché altre scienze e conoscenze secolari del mondo arabo del suo tempo. Successivamente, visse in diverse città della Francia meridionale (nel 1199 a Béziers, nel 1204 ad Arles) e viaggiò a Barcellona, Toledo e persino Alessandria d'Egitto (1210-1213). Alla fine si stabilì a Marsiglia. Alla sua morte, il suo corpo fu trasportato a Gerusalemme e sepolto a Tiberiade.

## Opere originali
Nel 1213, a bordo di una nave che ritornava da Alessandria, compose Biur meha-Millot ha-Zarot, una spiegazione dei termini filosofici della Guida dei perplessi di Maimonide.
Mentre terminava la sua traduzione in ebraico della Guida (scritta originalmente in arabo), scrisse un glossario alfabetico delle parole straniere che aveva usato nella sua traduzione. Nell'introduzione del glossario, divide tali parole in cinque classi:
1. Parole principalmente dall'arabo;
2. Parole rare che si trovano nella Mishnah e nella Gemara;
3. Verbi e aggettivi ebraici derivati da sostantivi per analogia con l'arabo;
4. Omonimi, usati con significati speciali;
5. Parole alle quali venivano dati nuovi significati per analogia con l'arabo.

Ibn Tibbon fornisce inoltre una lista di correzioni che desiderava venissero fatte sulle copie della sua traduzione della Guida. Il glossario dà non solo una breve spiegazione di ogni parola con la sua origine, ma anche in molti casi una definizione scientifica con esempi.
Samuel ibn Tibbon scrisse un commentario dell'intera Bibbia, ma se ne conoscono solo le seguenti porzioni:
- Ma'amar Yikkawu ha-Mayim, un trattato filosofico in 22 capitoli su Genesi I:9. Contiene temi fisici e metafisici, con un'interpretazione allegorico-filosofica dei passi biblici citati.
- Un commentario filosofico di Ecclesiaste, citato da Samuel nell'opera precedente (p. 175) e del quale rimangono numerosi manoscritti.
- Un commentario del Cantico dei cantici.

Samuel ibn Tibbon era un ardente seguace di Maimonide e delle sue interpretazioni allegoriche della Bibbia; diceva infatti che molte narrative della Bibbia dovevano essere considerate semplicemente delle parabole ("meshalim") e le leggi religiose come guide ("hanhagot") per una vita spirituale più elevata. Tali affermazioni, non rare nel suo tempo, sollevarono l'ira degli aderenti all'interpretazione letterale del Tanakh, coloro che formavano il gruppo anti-maimonideo

## Traduzioni
La reputazione di Samuel si basa non sui suoi scritti, ma sulle sue traduzioni, specialmente quella della Guida dei perplessi di Maimonide, fatta nel 1190 (la traduzione in ebraico si intitola Moreh Nevukhim).
Prima di finire tale difficile lavoro, Samuel consultò Maimonide parecchie volte per lettera, in merito a certi passaggi difficili. Le risposte di Maimonide, alcune delle quali sono scritte in arabo e furono successivamente tradotte in ebraico, forse da Samuel stesso, lodano l'abilità del traduttore e riconoscono la sua padronanza della lingua araba; un'abilità sorprendente per una persona che viveva in Francia. Dopo avergli fornito alcune regole generali per la traduzione dall'arabo all'ebraico, Maimonide gli spiega i passaggi in dubbio, rendendoglieli nella seconda lingua.
La traduzione di Samuel ibn Tibbon è preceduta da un'introduzione. In essa spiega il motivo della sua impresa, dicendo che gli studiosi di Lunel gli avevano insistentemente chiesto una traduzione della Moreh. Come ausili per la sua traduzione, Samuel menziona le traduzioni ebraiche di suo padre Judah ben Saul ibn Tibbon (che chiama "il Padre dei Traduttori"), scritti sulla traduzione in arabo e le opere in arabo della sua biblioteca. Samuel scrisse anche un indice dei versetti biblici citati nella Moreh.

## Caratteristiche
Le principali distinzioni della traduzione di Samuel sono la sua accuratezza e fedeltà al testo originale. Sia che uno approvi o disapprovi l'introduzione di certe parole arabe in ebraico, e il fatto che, per analogia con l'arabo, egli assegni a certe parole ebraiche dei significati differenti da quelli accettati, la levatura della sua opera non può essere messa in discussione.
Specialmente ammirevole è l'accuratezza con la quale le idee astratte di Maimonide vengono riprodotte in ebraico, una lingua usata dal popolo ebraico essenzialmente per esprimere idee concrete. Quando iniziò la lotta tra maimonidei e anti-maimonidei, Samuel non sfuggì al rimprovero di aver diffuso le idee di Maimonide.
Samuel tradusse anche le seguenti opere di Maimonide:
1. Un trattato sulla Risurrezione col titolo ebraico "Iggeret" o "Ma'amar Tehhiyath ha-Metim";
2. Un commentario della Mishnah sul Pirkei Avoth, compresa l'introduzione psicologica, intitolata "Shemonah Perakim" (gli Otto Capitoli);
3. I "Tredici Principi della Fede"  (originalmente parte del suo commentario della Mishnah sul trattato Sanhedrin, cap. 10)
4. Una lettera al suo discepolo Joseph ben Judah ibn Aknin.

Samuel tradusse anche i seguenti scritti di altri autori arabi: 
1. Il commentario di Ali ibn Ridwan sulla "Ars Parva" di Galeno (secondo il "Paris MS. 1114"), traduzione completata nel 1199 a Béziers[2]
2. Tre brevi trattati di Averroè, col titolo "Sheloshah Ma'amarim"[3]
3. La traduzione araba fatta da Yahya ibn Batrik dell'opera di Aristotele intitolata Meteora, col titolo "Otot ha-Shamayim" (citata anche come "Otot 'Elyonot"), tradotta mentre ritornava da Alessandria d'Egitto, tra le due isole di Lampedusa e Pantelleria. Esiste tuttora in diversi manoscritti. La prefazione e l'inizio del testo sono stati stampati per i tipi di Filipowski (circa 1860) come specimen. Samuel fece questa traduzione su richiesta di Joseph ben Israel di Toledo, da una cattiva traduzione araba di Batrik[4].